# فلوران ماتیو
فلوران ماتیو (انگلیسی: Florent Mathieu; ۱۹ مارس ۱۹۱۹ – ۲ مارس ۱۹۹۹) دوچرخه‌سوار اهل بلژیک بود.